# Ар-Рікама (нохія)
Ар-Рікама (араб. ناحية الرقاما) — нохія у Сирії, що входить до складу району Хомс провінції Хомс. Адміністративний центр — м. Ар-Рікама.
| Сирія | Це незавершена стаття з географії Сирії. Ви можете допомогти проєкту, виправивши або дописавши її. |